# كيسوم
جو هاي ريونغ، المعروفة أيضًا بإسمها المسرحي كيسوم (بالكورية: 조혜령)‏ هي مغنية راب وشخصية تلفزيونية كورية جنوبية، ولدت يوم 20 يناير 1994 في سول في كوريا الجنوبية.

## روابط خارجية
- Kisum على موقع IMDb (الإنجليزية)
- Kisum على موقع ميوزك برينز (الإنجليزية)
- Kisum على موقع ديسكوغز (الإنجليزية)